# Кубок України з футболу серед аматорів 2025—2026
Кубок України з футболу серед аматорських команд 2025—2026 — 29-й розіграш Кубку України під егідою Асоціації аматорського футболу України.

## Учасники
У розіграші Кубка беруть участь 24 аматорські команди із 16 областей України.
| Перелік учасників розіграшу Кубка з числа учасників аматорського чемпіонату України: - «Маяк» (Сарни, Рівненська обл.) - ФК «Костопіль» (Рівненська обл.) - «Дністер» (Заліщики, Тернопільська обл.) - «Карбон» (Черкаси) - «То4ка» (Одеса) - «Агротех» (Тишківка, Кіровоградська обл.) - «Олімпія» (Савинці, Полтавська обл.) - «Стандарт» (Нові Санжари, Полтавська обл.) - ФК «Рокита» (Полтавська обл.) - «Авангард» (Лозова, Харківська обл.) | Перелік учасників, що беруть участь лише у розіграші аматорського Кубка України: - «Медея-Невицький замок» (Оноківці, Закарпатська обл.) - «Довбуш» (Чернівці) - «Луцьксантехмонтаж-536» (Луцьк) - ФК «П’ятничани» (Львівська обл.) - ФК «Вільхівці» (Івано-Франківська обл.) - «Галич» (Збараж, Тернопільська обл.) - ФК «Борщів» (Тернопільська обл.) - «Адреналін-ДЮСШ-1» (Хмельницький) - «Сокіл» (Михайлівка-Рубежівка, Київська обл.) - «Енергетик» (Теплодар, Одеська обл.) - ФК «Миколаїв 1920» (Миколаїв) - ФК «Лубни» (Полтавська обл.) - «Будівельник» (Кременчук, Полтавська обл.) - «Оріль» (Царичанка, Дніпропетровська обл.) |

## Попередній етап
Базовими ігровими днями для проведення матчів даної стадії є 27 серпня та 3 вересня 2025 року.

## 1/8 фіналу
Базовими ігровими днями для проведення матчів даної стадії є 17 та 24 вересня 2025 року.